# 아르투르 소비에흐
아르투르 소비에흐(폴란드어: Artur Sobiech ˈartur ˈsɔbjɛx[*], 1990년 6월 12일, 실롱스크 주 루다 실롱스카 ~)는 폴란드의 프로 축구 선수로, 현재 엑스트라클라사의 레흐 포즈난에서 공격수로 활약하고 있다.

## 클럽 경력
소비에흐는 루다 실롱스카 출신이었다. 프로 선수로 신고식을 치른 루흐 호주프에서 4년을 보내고 2010년 7월에 폴로니아 바르샤바로 이적했다. 폴로니아는 그를 영입하기 위해 €1M을 지불했다. 그는 같은 해 엑스트라클라사 올해의 신인 선수로 선정되었다.
2011년 6월 30일, 소비에흐는 분데스리가의 하노버 96으로 이적했는데, 입단하면서 2014년 6월까지 유효한 계약을 체결했다. 2013년 5월, 구단은 그와 2017년 6월 30일까지 유효한 연장 계약을 체결했다.
2018년 8월 9일, 소비에흐는 레히아 그단스크와 3년 계약을 맺었다. 소비에흐는 레히아에서의 1년차에 플라비우 파이상의 후보 공격수로서 주로 기용되었다. 그는 자그웽비에 루빈에 해트트릭을 기록하는 등 인상적인 시즌 초반 활약을 선보였는데, 이후 23번의 리그 경기에서 4골을 추가하는데 그쳤다. 소비에흐는 같은 해 푸하르 폴스키에서 더 선전했는데, 4번의 경기에서 3골을 기록했고, 특히 야기엘로니아 비아위스토크와의 2018-19 시즌 결승전에서 1-0 결승골을 넣어 레히아의 정상 제패를 견인했다. 통계적으로 소비에흐 개인에게는 최고의 시즌은 아니었으나, 소비에흐는 구단 역대 5번 있었던 리그 3위의 최고 성적을 거두었고, 컵대회 우승을 견인하기도 했다. 그 다음 시즌, 소비에흐는 레히아의 초반을 주도했는데, 수페르푸하르 폴스키 경기에서 교체로 출전해 레히아의 대회 우승에 일조했다. 2019-20 시즌 초를 레히아에서 인상적으로 보낸 소비에흐는 겨울 휴식기에 구단을 떠나 파티흐 카라귐뤼크로 이적했다. 소비에흐는 도합 52번의 경기에 출전해 16골을 기록해, 구단의 근래들어 역대 최고 성적을 이끌었다.

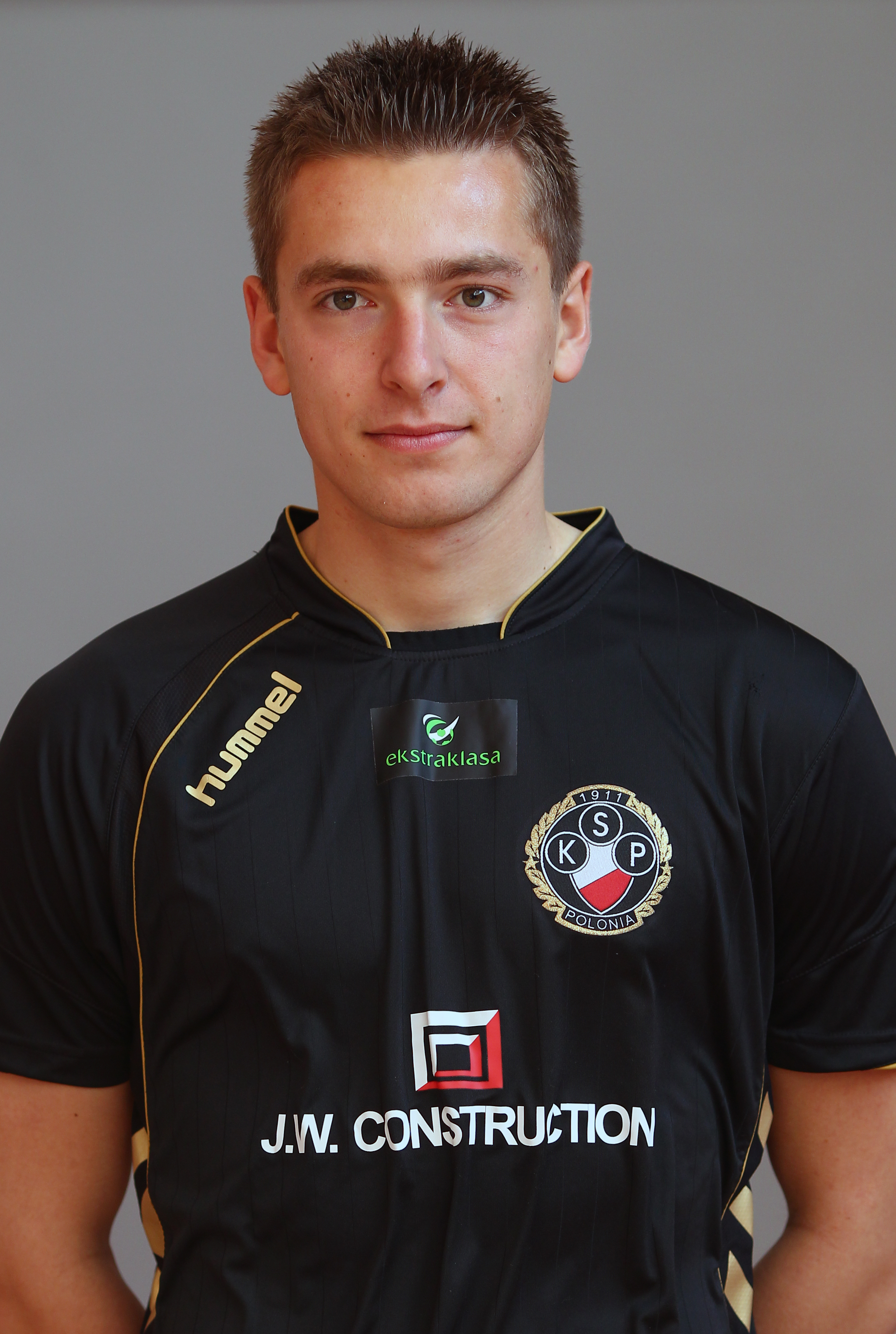
2011년, 폴로니아 바르샤바의 소비에흐

2021년 6월 29일, 소비에흐는 레흐 포즈난과 2년 계약을 맺고 폴란드 무대로 복귀했다. 그는 2021-22 시즌에 소속 구단의 엑스트라클라사 우승에 일조했다.

## 국가대표팀 경력
폴란드 U-21 국가대표팀에서 활약한, 소비에흐는 2010년 5월에 폴란드 성인 국가대표팀에 처음으로 차출되었다. 그는 핀란드와의 5월 29일 경기에 신고식을 치렀는데, 89분에 이레니우시 옐렌과 교체되어 들어갔다. 경기 결과는 0-0 무승부였다. 2012년 5월 22일, 그는 1-0으로 이긴 라트비아와의 친선경기에서 첫 골을 기록했다. 그는 유로 2012에서 자국을 대표로 참가했다.

## 사생활
그는 2017년에 폴란드의 핸드볼 선수 보그나 소비에흐를 배우자로 맞이했다.

## 경력 통계

### 클럽
2024년 1월 21일 기준
| 구단              | 시즌      | 리그           | 리그 | 리그 | 컵   | 컵 | 대륙 | 대륙 | 기타 | 기타 | 합계 | 합계 |
| 구단              | 시즌      | 리그명         | 출장 | 골   | 출장 | 골 | 출장 | 골   | 출장 | 골   | 출장 | 골   |
| ----------------- | --------- | -------------- | ---- | ---- | ---- | -- | ---- | ---- | ---- | ---- | ---- | ---- |
| 루흐 호주프       | 2008–09   | 엑스트라클라사 | 19   | 2    | 1    | 0  | —    | —    | —    | —    | 20   | 2    |
| 루흐 호주프       | 2009–10   | 엑스트라클라사 | 28   | 10   | 6    | 2  | —    | —    | —    | —    | 34   | 12   |
| 루흐 호주프       | 2010–11   | 엑스트라클라사 | 0    | 0    | —    | —  | 4    | 1    | —    | —    | 4    | 1    |
| 루흐 호주프       | 합계      | 합계           | 47   | 12   | 7    | 2  | 4    | 1    | —    | —    | 58   | 15   |
| 폴로니아 바르샤바 | 2010–11   | 엑스트라클라사 | 23   | 9    | 4    | 0  | —    | —    | —    | —    | 27   | 9    |
| 하노버 96         | 2011–12   | 분데스리가     | 12   | 1    | 0    | 0  | 6    | 2    | —    | —    | 18   | 3    |
| 하노버 96         | 2012–13   | 분데스리가     | 25   | 5    | 2    | 0  | 10   | 3    | —    | —    | 37   | 8    |
| 하노버 96         | 2013–14   | 분데스리가     | 17   | 3    | 1    | 1  | —    | —    | —    | —    | 18   | 4    |
| 하노버 96         | 2014–15   | 분데스리가     | 19   | 2    | 1    | 0  | —    | —    | —    | —    | 20   | 2    |
| 하노버 96         | 2015–16   | 분데스리가     | 25   | 7    | 2    | 1  | —    | —    | —    | —    | 27   | 8    |
| 하노버 96         | 2016–17   | 2. 분데스리가  | 23   | 2    | 2    | 1  | —    | —    | —    | —    | 25   | 3    |
| 하노버 96         | 합계      | 합계           | 121  | 20   | 8    | 3  | 16   | 5    | —    | —    | 145  | 28   |
| 다름슈타트 98     | 2017–18   | 2. 분데스리가  | 22   | 2    | 1    | 1  | —    | —    | —    | —    | 23   | 3    |
| 레히아 그단스크   | 2018–19   | 엑스트라클라사 | 26   | 7    | 4    | 3  | —    | —    | —    | —    | 30   | 10   |
| 레히아 그단스크   | 2019–20   | 엑스트라클라사 | 18   | 6    | 2    | 0  | 2    | 0    | 1    | 0    | 23   | 6    |
| 레히아 그단스크   | 합계      | 합계           | 44   | 13   | 6    | 3  | 2    | 0    | 1    | 0    | 53   | 16   |
| 파티흐 카라귐뤼크 | 2019–20   | TFF 1. 리그    | 17   | 7    | —    | —  | —    | —    | —    | —    | 17   | 7    |
| 파티흐 카라귐뤼크 | 2020–21   | 쉬페르리그     | 34   | 9    | 1    | 0  | —    | —    | —    | —    | 35   | 9    |
| 파티흐 카라귐뤼크 | 합계      | 합계           | 51   | 16   | 1    | 0  | —    | —    | —    | —    | 52   | 16   |
| 레흐 포즈난       | 2021–22   | 엑스트라클라사 | 12   | 0    | 3    | 1  | —    | —    | —    | —    | 15   | 1    |
| 레흐 포즈난       | 2022–23   | 엑스트라클라사 | 15   | 3    | 1    | 0  | 7    | 1    | 1    | 0    | 24   | 4    |
| 레흐 포즈난       | 2023–24   | 엑스트라클라사 | 11   | 0    | 1    | 0  | 3    | 0    | —    | —    | 15   | 0    |
| 레흐 포즈난       | 합계      | 합계           | 38   | 3    | 5    | 1  | 10   | 1    | 1    | 0    | 54   | 5    |
| 레흐 포즈난 II    | 2022–23   | II 리가        | 3    | 1    | 0    | 0  | —    | —    | —    | —    | 3    | 1    |
| 레흐 포즈난 II    | 2023–24   | II 리가        | 2    | 1    | 0    | 0  | —    | —    | —    | —    | 2    | 1    |
| 레흐 포즈난 II    | 합계      | 합계           | 5    | 2    | 0    | 0  | —    | —    | —    | —    | 5    | 2    |
| 경력 합계         | 경력 합계 | 경력 합계      | 351  | 77   | 32   | 10 | 32   | 7    | 2    | 0    | 417  | 94   |

1. 1 2  수페르푸하르 폴스키 출전 경기 기록

### 국가대표팀
| 국가대표팀 | 연도 | 출장 | 골 |
| ---------- | ---- | ---- | -- |
| 폴란드     | 2010 | 3    | 0  |
| 폴란드     | 2012 | 5    | 1  |
| 폴란드     | 2013 | 3    | 1  |
| 폴란드     | 2015 | 2    | 0  |
| 합계       | 합계 | 13   | 2  |

### 국가대표팀 득점 기록
아래의 점수에서 왼쪽의 점수가 폴란드의 득점이며, 점수 열은 소비에흐의 득점 상황을 나타낸다.
| # | 날짜            | 경기장                                    | 상대         | 점수 | 결과 | 대회     |
| - | --------------- | ----------------------------------------- | ------------ | ---- | ---- | -------- |
| 1 | 2012년 5월 22일 | 오스트리아 클라겐푸르트 뵈르터제 슈타디온 | 라트비아     | 1–0  | 1–0  | 친선경기 |
| 2 | 2013년 6월 4일  | 폴란드 크라쿠프 요제파 피우수트스키에고   | 리히텐슈타인 | 1–0  | 2–0  | 친선경기 |

## 수상
레히아 그단스크
- 푸하르 폴스키: 2018–19
- 수페르푸하르 폴스키: 2019

레흐 포즈난
- 엑스트라클라사: 2021–22